# Lali Tour
Lali Tour fue la sexta gira musical de la cantante argentina Lali, realizada para promocionar su quinto álbum de estudio, Lali (2023). La gira dio inicio el 23 de junio de 2023 en Vienne y la llevó a recorrer distintos festivales en Europa. Además, el tour marcó las primeras visitas de la cantante a Suiza y México, y fue la primera en visitar Italia desde la gira Lali en vivo (2018).

## Recepción

### Desempeño comercial
La primera etapa de la gira resultó exitosa en Europa, en la cual asistieron más de 250 mil personas. Asimismo, las entradas disponibles para los conciertos propios de Israel y México terminaron agotadas.

## Repertorio
| Lali Tour |
| --- |
| La siguiente lista de canciones corresponde al concierto realizado el septiembre de 2023 en la Ciudad de México. |

1. «Eclipse»
2. «Asesina»
3. «2 son 3»
4. «Histeria»
5. «Soy»
6. «Diva»
7. «Cómprame un brishito»
8. «Caliente»
9. «¿Quiénes son?»
10. «Sin querer queriendo»
11. «KO»
12. «Obsesión»
13. «Ego»
14. «Disciplina»
15. «Sola»
16. «Motiveishon»
17. «N5»
18. «Boomerang»

Artistas invitados
- Durante el concierto en Madrid, Vicco se unió a Lali en el escenario para interpretar «Nochentera (Remix)».[6]
- Durante el concierto en Buenos Aires, Lali interpretó «1Amor» por primera vez.

## Fechas
| Fecha                    | Ciudad           | País        | Lugar                              |
| Europa/Asia              | Europa/Asia      | Europa/Asia | Europa/Asia                        |
| ------------------------ | ---------------- | ----------- | ---------------------------------- |
| 23 de junio de 2023      | Vienne           | Francia     | Teatro antiguo                     |
| 24 de junio de 2023      | Basilea          | Suiza       | St. Jakobshalle Basel              |
| 1 de julio de 2023       | Valencia         | España      | Ciudad de las Artes y las Ciencias |
| 7 de julio de 2023       | Gran Canaria     | España      | Estadio de Gran Canaria            |
| 9 de julio de 2023       | Milán            | Italia      | Ticketmaster Arena                 |
| 22 de julio de 2023      | Llanera          | España      | La Morgal                          |
| 28 de julio de 2023      | La Coruña        | España      | Puerto de La Coruña                |
| 2 de agosto de 2023      | Cádiz            | España      | Poblado de Sancti Petri            |
| 6 de agosto de 2023      | Burriana         | España      | Playa de Burriana                  |
| 13 de agosto de 2023     | Torrelavega      | España      | Feria de Muestras de La Lechera    |
| 19 de agosto de 2023     | Alicante         | España      | Área 12                            |
| 2 de septiembre de 2023  | Madrid           | España      | Caja Mágica                        |
| 5 de septiembre de 2023  | Tel Aviv         | Israel      | Hangar 11                          |
| América Latina           |                  |             |                                    |
| 13 de septiembre de 2023 | Ciudad de México | México      | Lunario del Auditorio Nacional     |
| 16 de septiembre de 2023 | Buenos Aires     | Argentina   | Hipódromo de Palermo               |
| 25 de noviembre de 2023  | Montevideo       | Uruguay     | La Rambla del Golf                 |

### Cancelados
| Fecha               | Ciudad | País    | Lugar       | Causa               |
| ------------------- | ------ | ------- | ----------- | ------------------- |
| 14 de julio de 2023 | Gdansk | Polonia | Stogi Beach | Festival cancelado. |